# Judo-Weltmeisterschaften 1965
Die 4. Judo-Weltmeisterschaften 1965 fanden vom 14. bis zum 17. Oktober in Rio de Janeiro in Brasilien statt.

## Ergebnisse

### Männer
| Gewichtsklasse | Gold             | Silber               | Bronze                         |
| -------------- | ---------------- | -------------------- | ------------------------------ |
| bis 68 kg      | Hirofumi Matsuda | Hiroshi Minatoya     | Park Kil-sun Oleg Stepanow     |
| bis 80 kg      | Isao Okano       | Ken’ichi Yamanaka    | James Bregman Kim Eui-tae      |
| über 80 kg     | Anton Geesink    | Mitsuo Matsunaga     | Douglas Rogers Seiji Sakaguchi |
| Offene Klasse  | Isao Inokuma     | Ansor Kibrozaschwili | Ansor Kiknadse Peter Snijders  |

## Medaillenspiegel
| Rang | Land               | Gold | Silber | Bronze | Gesamt |
| ---- | ------------------ | ---- | ------ | ------ | ------ |
| 1    | Japan              | 3    | 3      | 1      | 7      |
| 2    | Niederlande        | 1    | –      | 1      | 2      |
| 3    | Sowjetunion        | –    | 1      | 2      | 3      |
| 4    | Südkorea           | –    | –      | 2      | 2      |
| 5    | Kanada             | –    | –      | 1      | 1      |
| 5    | Vereinigte Staaten | –    | –      | 1      | 1      |
|      | Total              | 4    | 4      | 8      | 16     |